# 內布利納峰 (委內瑞拉)
00°53′11″N 65°59′22″W / 0.88639°N 65.98944°W
內布利納峰（Cerro de la Neblina），是委內瑞拉的山峰，位於該國南部亞馬遜州，屬於亞馬遜盆地的一部分，處於阿拉卡穆尼峰和阿維斯帕峰以南，海拔高度2,994米。